# The Best Damn Tour - Live in Toronto
The Best Damn Tour - Live in Toronto é um DVD da cantora canadense Avril Lavigne. Foi gravado em Toronto, Canadá, em 7 de Abril no Air Canada Centre, com direção geral de Wayne Isham, o DVD foi lançado em 5 de agosto de 2008, e no Brasil em 30 de setembro. 
Na França foi 121º DVD mais vendido em 2008, pelos mais de 1.940 exemplares comercializados no país.

## Opinião da crítica
No site DVD Magazine especializado em DVDs em geral, disse que "The Best Damn Tour - Live in Toronto", contém bastante coreografias, e que as imagens são boas e também as músicas, dos que se destacam:"Complicated", "My Happy Ending", "I'm With You", "Don't Tell Me", "The Best Damn Thing" e "Sk8er Boi. E finaliza que o som e as caixas surround são de boa qualidade, e crítica por não ter legendas nas músicas.

## Faixas
| The Best Damn Tour - Live in Toronto |                                                            |                                                                                        |         |  |
| N.º                                  | Título                                                     | Compositor(es)                                                                         | Duração |  |
| 1.                                   | "The Best Damn Tour" (Intro)                               |                                                                                        | 1:29    |  |
| 2.                                   | "Girlfriend" (Ao vivo em Toronto)                          | Avril Lavigne/Lukasz Gottwald                                                          | 3:56    |  |
| 3.                                   | "I Can Do Better" (Ao vivo em Toronto)                     | Avril Lavigne/Lukasz Gottwald                                                          | 4:31    |  |
| 4.                                   | "Complicated" (Ao vivo em Toronto)                         | Avril Lavigne/The Matrix                                                               | 4:20    |  |
| 5.                                   | "My Happy Ending" (Ao vivo em Toronto)                     | Avril Lavigne/Butch Walker                                                             | 5:20    |  |
| 6.                                   | "I'm With You" (Ao vivo em Toronto)                        | Avril Lavigne/The Matrix                                                               | 4:02    |  |
| 7.                                   | "I Always Get What I Want" (Ao vivo em Toronto)            | Avril Lavigne/Clif Magness                                                             | 3:35    |  |
| 8.                                   | "When You're Gone" (Ao vivo em Toronto)                    | Avril Lavigne/Butch Walker                                                             | 3:53    |  |
| 9.                                   | "Innocence" (Ao vivo em Toronto)                           | Avril Lavigne/Evan Taubenfeld                                                          | 2:29    |  |
| 10.                                  | "Don't Tell Me" (Ao vivo em Toronto)                       | Avril Lavigne/Evan Taubenfeld                                                          | 2:08    |  |
| 11.                                  | "Hot" (Ao vivo em Toronto)                                 | Avril Lavigne/Evan Taubenfeld                                                          | 3:20    |  |
| 12.                                  | "Losing Grip" (Ao vivo em Toronto)                         | Avril Lavigne/Clif Magness                                                             | 2:14    |  |
| 13.                                  | "Bad Reputation Video Montage" (Ao vivo em Toronto)        | Joan Jett / Ritchie Cordell / Kenny Laguna / Marty Joe Kupersmith                      | 2:44    |  |
| 14.                                  | "Everything Back But You" (Ao vivo em Toronto)             | Avril Lavigne/Butch Walker                                                             | 4:03    |  |
| 15.                                  | "Avril On Drums(Runamay/ Hey Mickey)" (Ao vivo em Toronto) | Runamay: Avril Lavigne, Gottwald, Kara DioGuardi/Hey Mickey: Mike Chapman, Nicky Chinn | 3:03    |  |
| 16.                                  | "The Best Damn Thing" (Ao vivo em Toronto)                 | Avril Lavigne/Butch Walker                                                             | 5:02    |  |
| 17.                                  | "I Don't Have to Try" (Ao vivo em Toronto)                 | Avril Lavigne/Lukasz Gottwald                                                          | 3:19    |  |
| 18.                                  | "He Wasn't" (Ao vivo em Toronto)                           | Avril Lavigne/Evan Taubenfeld                                                          | 5:39    |  |
| 19.                                  | "Girlfriend (Dr. Luke Remix)" (Final)                      | Avril Lavigne/Lukasz Gottwald                                                          | 2:16    |  |
| 20.                                  | "Sk8er Boi" (Final)                                        | Avril Lavigne/The Matrix                                                               | 5:39    |  |
| Duração total:                       | Duração total:                                             | Duração total:                                                                         | 75 min  |  |